# Agora Fidelio
Agora Fidelio es una banda de rock alternativo francesa compuesta de música en estado puro, intima, sobre bases de emociones fuertes y personales. El grupo es clasificado algunas veces como Post rock.

## Biografía
La banda fue creada en 1992 como parte del proyecto de Psykup, con los mismos miembros pero con diferentes ideas. Después de algunos cambios, se congela el grupo hasta que en 2002 aparece Jouch como guitarrista y completa la formación.
Solo 3 meses después de esto, graban su primer disco debut. 
“une histoire de chair”, obteniendo buenas críticas en la prensa especializada, permitiéndoles ser reconocidos, a nivel local sobre todo. En 2004, sacan su segundo álbum más consecuente “altitude zero” producido con más medios. Este álbum también recibió excelentes críticas. 
El tercer álbum, titulado Le troisième choix , fue originalmente programado para febrero de 2006 y finalmente aplazado hasta noviembre de 2006. La banda edita a finales de mayo de 2006 un EP llamado Finir à Paris (el nombre de una canción del próximo tercer álbum).
Después de 4 años bajo el título de “Les illusions d’une route” el grupo francés muestra su cuarto trabajo de estudio. Los de Toulouse han optado por publicar su nuevo trabajo en tres entregas. 
La primera en salir fue “Barcelone”, contiene seis temas y el tema L`horizon fue elegido como su primer video, la otra "Bagdad" salió en el 2012 y la entrega que falta se llamará “Bellfast”, sin fecha a día de hoy.

## Miembros
- Matthieu Miègeville (alias MiLKa) : Voz, ( También es cantante en Psykup y en My Own Private Alaska)
- Julien Rouche (alias Jouch) : Guitarra ( También cantante y guitarra en Naïve)
- Stéphane Bezzina (alias Pelo) : Bajo ( Puesto anteriormente ocupado por Akira, hasta febrero de 2007) - Pelo también es bajista en Psykup
- Pierre-Marie Lesouple (alias Pim) : Batería

## Discografía
- Une histoire de chair (2002)
- Altitude Zéro (2004)
- Finir à Paris (EP) (2006)
- Le troisième choix (2006)
- Les Illusions d'une Route : Barcelone (2010)
- Les Illusions d'une Route : Bagdad (2012)